# Copa Aldao 1941
La Copa Aldao 1941 fue la decimocuarta edición del torneo organizado por AFA y AUF. Se disputó con partidos de ida y vuelta. Enfrentó a River Plate, ganador del Campeonato de Primera División 1941; y Nacional, ganador del Campeonato de Primera División 1941.
A raíz de las polémicas generadas en la edición anterior, se decide que el certamen comenzaría a ser disputado con partidos de ida y vuelta, a fin de eliminar los supuestos favoritismos en la terna arbitral. Esto trajo consigo ciertos problemas de calendario. El primer encuentro se realizó en Buenos Aires el 29 de marzo; mientras que la revancha recién tuvo lugar nueve meses más tarde; el 5 de diciembre en Montevideo.
Finalmente, River Plate se consagró campeón al vencer por 7 a 2 en el resultado global, obteniendo así su tercer título en la competición.

## Clubes clasificados
Clasificaron como campeones de 1941 en sus respectivas ligas.
| AFA (Argentina) |  | Club Atlético River Plate |  | Campeón de Primera División de Argentina (1941) |
| AUF (Uruguay)   |  | Club Nacional de Football |  | Campeón de Primera División de Uruguay (1941)   |

## Partidos

### Partido de ida
| 29 de marzo de 1942 | River Plate                                                  | 6:1 (2:0) | Nacional          | El Gasómetro, Buenos Aires                                |                                                           |
|                     | Ángel Labruna 23' 89' 93' · Roberto D'Alessandro 24' 50' 64' |           | Atilio García 43' | Asistencia: 66 000 espectadores Árbitro(s): Eugenio Braun | Asistencia: 66 000 espectadores Árbitro(s): Eugenio Braun |

| Guardameta     | Julio Barrios         | 55' |
| Defensa        | Ricardo Vaghi         |     |
| Defensa        | Avelino Cadilla       |     |
| Centrocampista | Norberto Yácono       |     |
| Centrocampista | Bruno Rodolfi         |     |
| Centrocampista | José Ramos            |     |
| Delantero      | Juan Carlos Muñoz     |     |
| Delantero      | José Manuel Moreno    |     |
| Delantero      | Roberto D'Alessandro  |     |
| Delantero      | Ángel Labruna         |     |
| Delantero      | Aristóbulo Deambrossi |     |
| DT             | Renato Cesarini       |     |

| Guardameta     | Aníbal Paz          |  |
| Defensa        | Héctor Romero       |  |
| Defensa        | Juan R. Cabrera     |  |
| Centrocampista | Luis Pérez Luz      |  |
| Centrocampista | Rodolfo Pini        |  |
| Centrocampista | Schubert Gambetta   |  |
| Delantero      | Luis Ernesto Castro |  |
| Delantero      | Aníbal Ciocca       |  |
| Delantero      | Atilio Garcia       |  |
| Delantero      | Roberto Porta       |  |
| Delantero      | Bibiano Zapirain    |  |
| DT             | Héctor Castro       |  |

| - | Guardameta | Alberto Vouillat | 55' |

| Anotado | 23' | Ángel Labruna        |
| Anotado | 24' | Roberto D'Alessandro |
| Anotado | 50' | Roberto D'Alessandro |
| Anotado | 64' | Roberto D'Alessandro |
| Anotado | 89' | Ángel Labruna        |
| Anotado | 93' | Ángel Labruna        |

| Anotado | 43' | Atilio Garcia |

| Guardameta     | Julio Barrios         | 55' |
| Defensa        | Ricardo Vaghi         |     |
| Defensa        | Avelino Cadilla       |     |
| Centrocampista | Norberto Yácono       |     |
| Centrocampista | Bruno Rodolfi         |     |
| Centrocampista | José Ramos            |     |
| Delantero      | Juan Carlos Muñoz     |     |
| Delantero      | José Manuel Moreno    |     |
| Delantero      | Roberto D'Alessandro  |     |
| Delantero      | Ángel Labruna         |     |
| Delantero      | Aristóbulo Deambrossi |     |
| DT             | Renato Cesarini       |     |

| Guardameta     | Aníbal Paz          |  |
| Defensa        | Héctor Romero       |  |
| Defensa        | Juan R. Cabrera     |  |
| Centrocampista | Luis Pérez Luz      |  |
| Centrocampista | Rodolfo Pini        |  |
| Centrocampista | Schubert Gambetta   |  |
| Delantero      | Luis Ernesto Castro |  |
| Delantero      | Aníbal Ciocca       |  |
| Delantero      | Atilio Garcia       |  |
| Delantero      | Roberto Porta       |  |
| Delantero      | Bibiano Zapirain    |  |
| DT             | Héctor Castro       |  |

| - | Guardameta | Alberto Vouillat | 55' |

| Anotado | 23' | Ángel Labruna        |
| Anotado | 24' | Roberto D'Alessandro |
| Anotado | 50' | Roberto D'Alessandro |
| Anotado | 64' | Roberto D'Alessandro |
| Anotado | 89' | Ángel Labruna        |
| Anotado | 93' | Ángel Labruna        |

| Anotado | 43' | Atilio Garcia |

### Partido de vuelta
| 5 de diciembre de 1942 | Nacional          | 1:1 (0:0) | River Plate       | Estadio Centenario, Montevideo |                           |
|                        | Atilio García 60' |           | Ángel Labruna 61' | Árbitro(s): Aníbal Tejada      | Árbitro(s): Aníbal Tejada |

| Guardameta     | Aníbal Paz                 |  |
| Defensa        | Morales                    |  |
| Defensa        | Dandolo Rodríguez Candalés |  |
| Centrocampista | Luis Pérez Luz             |  |
| Centrocampista | Eugenio Galvalisi          |  |
| Centrocampista | Bartivez                   |  |
| Delantero      | Luis Ernesto Castro        |  |
| Delantero      | Aníbal Ciocca              |  |
| Delantero      | Atilio Garcia              |  |
| Delantero      | José Fabrini               |  |
| Delantero      | Bibiano Zapirain           |  |
| DT             | Héctor Castro              |  |

| Guardameta     | Sebastián Sirni       |  |
| Defensa        | Ricardo Vaghi         |  |
| Defensa        | Luis Antonio Ferreyra |  |
| Centrocampista | Norberto Yácono       |  |
| Centrocampista | Bruno Rodolfi         |  |
| Centrocampista | José Ramos            |  |
| Delantero      | Felix Loustau         |  |
| Delantero      | José Manuel Moreno    |  |
| Delantero      | Adolfo Pedernera      |  |
| Delantero      | Ángel Labruna         |  |
| Delantero      | Aristóbulo Deambrossi |  |
| DT             | Renato Cesarini       |  |

| Anotado | 60' | Atilio García |

| Anotado | 61' | Ángel Labruna |

| Guardameta     | Aníbal Paz                 |  |
| Defensa        | Morales                    |  |
| Defensa        | Dandolo Rodríguez Candalés |  |
| Centrocampista | Luis Pérez Luz             |  |
| Centrocampista | Eugenio Galvalisi          |  |
| Centrocampista | Bartivez                   |  |
| Delantero      | Luis Ernesto Castro        |  |
| Delantero      | Aníbal Ciocca              |  |
| Delantero      | Atilio Garcia              |  |
| Delantero      | José Fabrini               |  |
| Delantero      | Bibiano Zapirain           |  |
| DT             | Héctor Castro              |  |

| Guardameta     | Sebastián Sirni       |  |
| Defensa        | Ricardo Vaghi         |  |
| Defensa        | Luis Antonio Ferreyra |  |
| Centrocampista | Norberto Yácono       |  |
| Centrocampista | Bruno Rodolfi         |  |
| Centrocampista | José Ramos            |  |
| Delantero      | Felix Loustau         |  |
| Delantero      | José Manuel Moreno    |  |
| Delantero      | Adolfo Pedernera      |  |
| Delantero      | Ángel Labruna         |  |
| Delantero      | Aristóbulo Deambrossi |  |
| DT             | Renato Cesarini       |  |

| Anotado | 60' | Atilio García |

| Anotado | 61' | Ángel Labruna |

|                                 |
| Bandera de Argentina            |
| Campeón River Plate 3.er título |